# Байжанов, Бектур Сембиевич
Бектур Сембиевич Байжанов — казахстанский математик, член-корреспондент НАН РК, главный научный сотрудник, доктор физико-математических наук, профессор, заместитель генерального директора республиканского государственного предприятия «Институт математики и математического моделирования». Число Эрдёша — 2.

## Образование
- Окончил Казахский государственный университет им. С. М. Кирова
- 1978 аспирантуру Института математики Сибирского отделения Академии наук СССР.
- 1981 Кандидат физико-математических наук, место защиты: Новосибирский государственный университет, шифр специальности — 01.01.06 «Математическая логика, алгебра и теория чисел», Тема диссертации: Spectral Problems of Totally Transcendent Theories of Finite Rank.

Научный руководитель:	Асан Дабсович Тайманов
- 2008 Доктор физико-математических наук, место защиты: Казахский национальный университет имени аль-Фараби, шифр специальности — 01.01.06 «Математическая логика, алгебра и теория чисел», Тема диссертации: Обогащение моделей слабо о-минимальных и стабильных теорий.

Научный консультант:	Евгений Андреевич Палютин

## Трудовая деятельность
- 1975-1978 аспирант Института математики Сибирского отделения Академии наук СССР;
- 1978-1992 ассистент, старший преподаватель, доцент, заместитель декана математического факультета Казахского государственного университета им. С. М. Кирова;
- 1992-1994 начальник отдела внешних связей Президиума Национальной академии наук Республики Казахстан;
- 1994-2006 ведущий научный сотрудник, заведующий лабораторией теории моделей и спецификаций информационных систем Института проблем информатики и управления Министерства образования и науки Республики Казахстан ();
- 2006-2010 заместитель генерального директора республиканского государственного предприятия «Институт математики, информатики и механики» Комитета науки Министерства образования и науки Республики Казахстан, исполняющий обязанности председателя Комитета науки Министерства образования и науки Республики Казахстан.

## Научные труды
- Bektur Baizhanov, John T. Baldwin, Saharon Shelah (2005), Subsets of superstable structures are weakly benign, J. Symbolic Logic, 70 (1): 142–150, doi:10.2178/jsl/1107298514
- Conditions for non-symmetric relations of semi-isolation//S. Baizhanov, S. V. Sudoplatov, V. V. Verbovskiy/Сиб. электрон. матем. изв., 9 (2012), 161—184
- Упорядоченно стабильные теории//Б. С. Байжанов, В. В. Вербовский/Алгебра и логика, 50:3 (2011), 303—325
- Cayley’s theorem for ordered groups: oo-minimality//Bektur Baizhanov, John Baldwin, Viktor Verbiovskiy/Сиб. электрон. матем. изв., 4(2007), 278—281
- Консервативные расширения моделей слабо о-минимальных теорий//Б. С. Байжанов/Вестн. НГУ. Сер. матем., мех., информ., 7:3 (2007), 13-44
- Определимость 1-типов в слабо oo-минимальных теориях//Б. С. Байжанов/Матем. тр., 8:2 (2005), 3-38
- The conference «Contemporary problems of pure and applied mathematics» dedicated to the centenary of the birth of A. D. Taimanov//Sh. Kalmenov, B. S. Baizhanov/Сиб. электрон. матем. изв., 14 (2017), 66-68
- Теория моделей: Сб. научных трудов (под редакцией А. И. Омарова)/ КазГУ им. С. М. Кирова; Редкол.: Б. С. Байжанов, К. А. Мейрембеков, У. У. Умиртаев. — Алма-Ата: Изд-во КазГУ. 1990.-136с.

## Награды
Награжден нагрудным знаком Министерства образования и науки Республики Казахстан «За заслуги в развитии науки в Республике Казахстан».